# Scheulder
Scheulder (Limburgs: Sjuuëlder) is een gehucht in het zuiden van de Nederlandse provincie Limburg.

## Geschiedenis
Scheulder ontstond in de middeleeuwen. Het behoorde tot de Vrije Rijksheerlijkheid Wijlre, om in 1794 een eigen gemeente te gaan vormen. Deze is in 1982 opgegaan in de destijds nieuw gevormde gemeenten Gulpen en Margraten. Scheulder kwam hierdoor bij Margraten. Sinds 1 januari 2011 is het een onderdeel van de gemeente Eijsden-Margraten.

## Etymologie
De plaats is gelegen aan de oude Romeinse heerweg en pelgrimsroute van Maastricht naar Aken. Al in de zevende eeuw trok men erlangs op bedevaart. In het gehucht was vroeger een gasthuis, waar men destijds kon schuilen, de plaatsnaam is een verbastering van dit woord. Vroegere namen waren ook wel Schuiler of Schuller.

## Bezienswaardigheden
- De geheel uit mergel opgetrokken Sint-Barbarakerk stamt uit de 19e eeuw, de toren is er in de beginjaren van de 20e eeuw bij gekomen.
- Enkele historische boerderijen, deels gebouwd in mergelsteen, zoals Dorpsstraat 99 (1805), Dorpsstraat 60-62 (2e helft 18e eeuw), Dorpsstraat 64 (1800) en Dorpsstraat 56 (1815 en schuur van 1868).
- Orchideeëntuin Gerendal.

Zie ook
- Lijst van rijksmonumenten in Scheulder
- Lijst van gemeentelijke monumenten in Scheulder

## Natuur en landschap
Scheulder ligt op het Plateau van Margraten op een hoogte van ongeveer 160 meter. Noordelijk van het dorp ligt het natuurgebied Gerendal met hellingbossen en een orchideeëntuin. Voor het overige vindt men vooral landbouw op het plateau.
Ten noorden van het dorp ligt de Duisteregrub, een droogdal dat een zijdal is van het Gerendal. In de Duisteregrub liggen de Scheuldergroeve I, II en III.

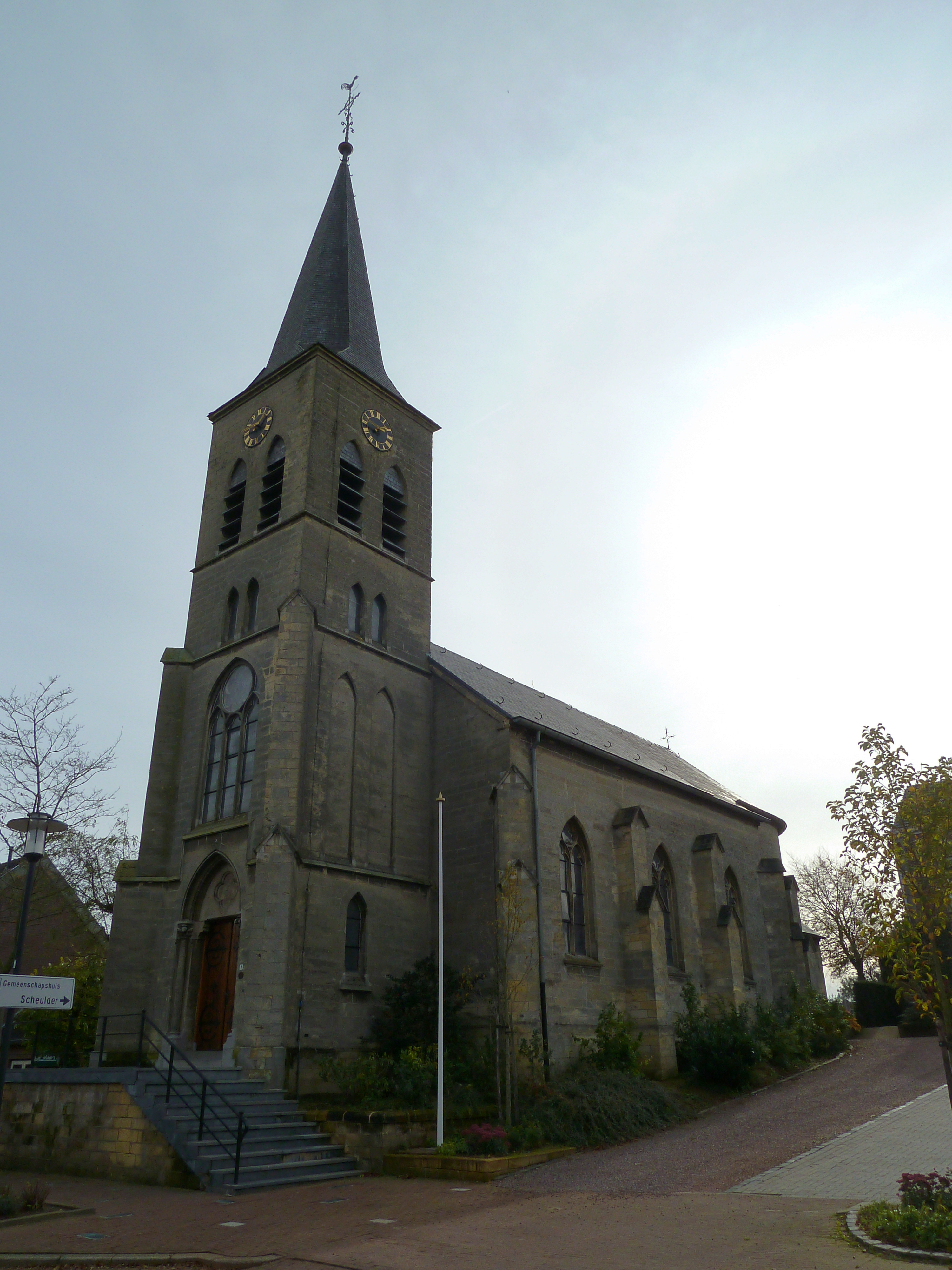
De kerk van Scheulder
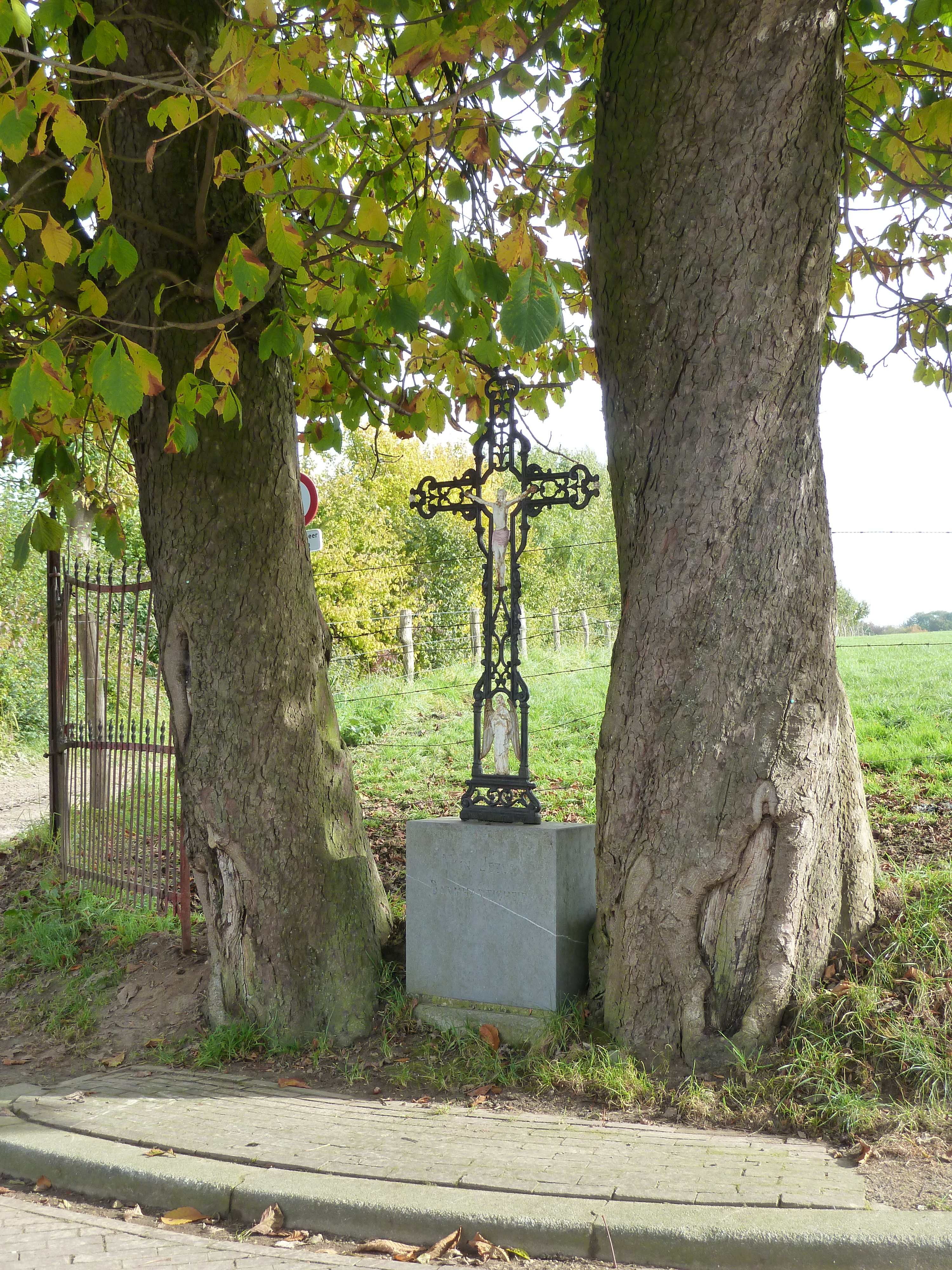
Wegkruis oostzijde dorp op kruising
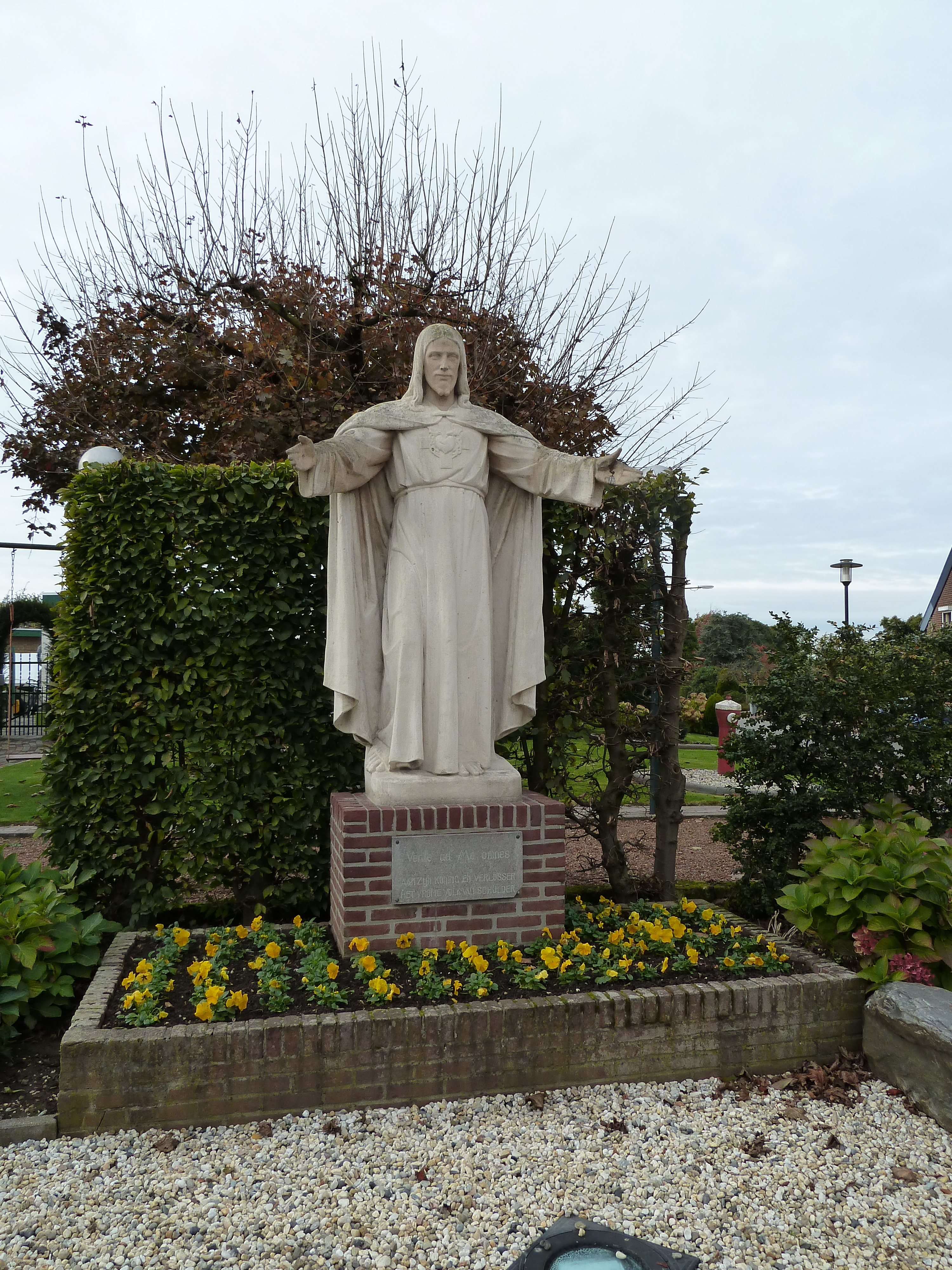
Heilig Hartbeeld
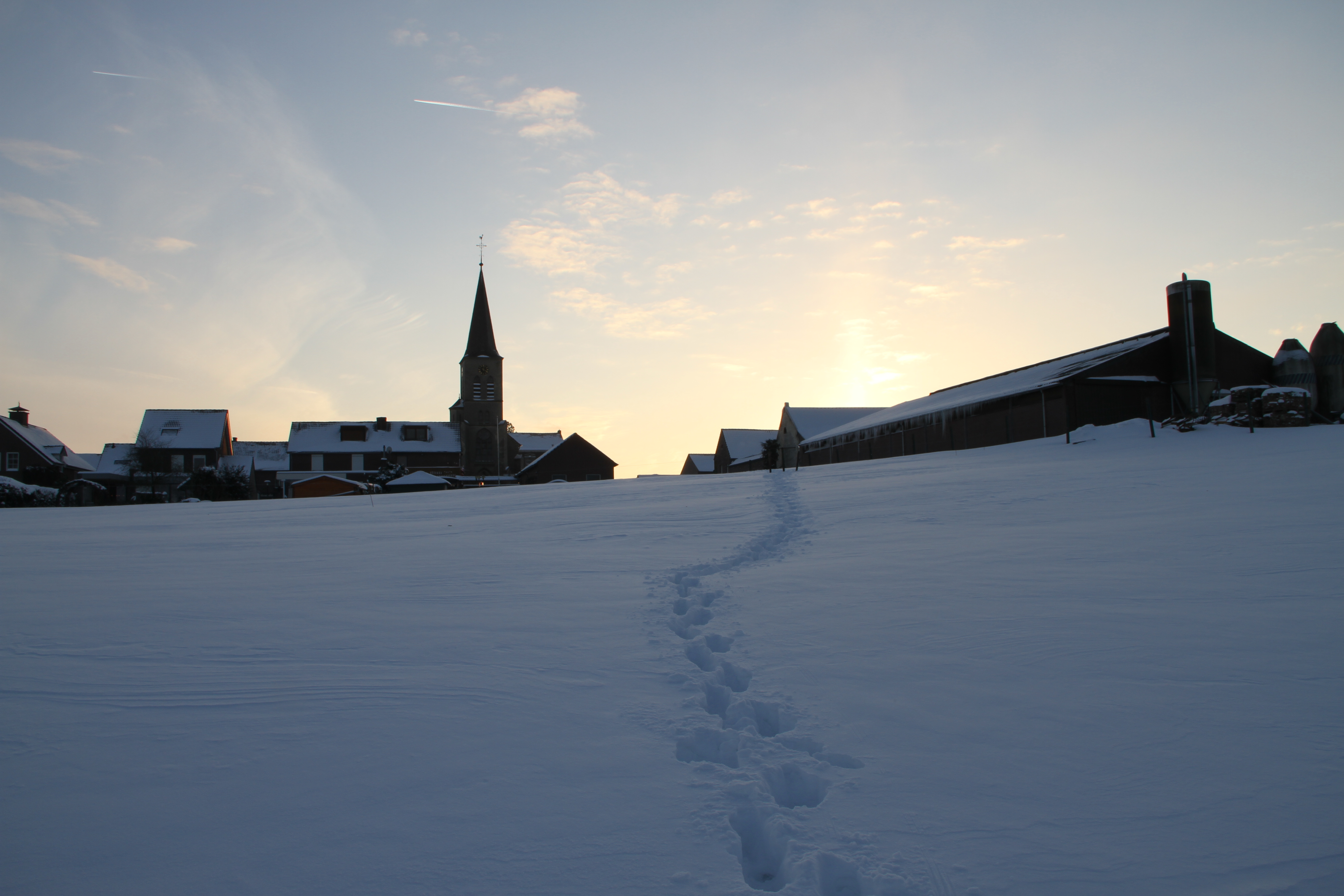
Scheulder na zware sneeuwval

## Verenigingsleven
Ondanks het geringe aantal inwoners kent het gehucht een hecht sociaal leven en een eigen carnavalsvereniging.

## Nabijgelegen kernen
Sibbe, Margraten, Gulpen, Schin op Geul. Daarnaast liggen de buurtschappen IJzeren en Ingber in de nabijheid van Scheulder.
Dorpen: Banholt · Bemelen · Cadier en Keer · Eckelrade · Eijsden · Gronsveld · Margraten · Mariadorp · Mesch · Mheer · Noorbeek · Oost-Maarland · Rijckholt · Scheulder · Sint Geertruid

Gehuchten & Buurtschappen: Berg · Bergenhuizen · Breust · Bruisterbosch · Gasthuis · Groot Welsden · Herkenrade · Honthem · Hoogcruts · Hoog-Caestert · Klein Welsden · Laag-Caestert · Libeek · Moerslag · 't Rooth · Schey · Schilberg · Sint Antoniusbank · Terhorst · Terlinden · Termaar · Ulvend · Vroelen · Wesch · Withuis · Wolfshuis

Limburg: Steden en dorpen      Nederland: Provincies · Gemeenten